# Wola Wereszczyńska (gromada)
Wola Wereszczyńska – dawna gromada, czyli najmniejsza jednostka podziału terytorialnego Polskiej Rzeczypospolitej Ludowej w latach 1954–1972.
Gromady, z gromadzkimi radami narodowymi (GRN) jako organami władzy najniższego stopnia na wsi, funkcjonowały od reformy reorganizującej administrację wiejską przeprowadzonej jesienią 1954 do momentu ich zniesienia z dniem 1 stycznia 1973, tym samym wypierając organizację gminną w latach 1954–1972.
Gromadę Wola Wereszczyńska z siedzibą GRN w Woli Wereszczyńskiej utworzono – jako jedną z 8759 gromad na obszarze Polski – w powiecie włodawskim w woj. lubelskim na mocy uchwały nr 17 WRN w Lublinie z dnia 5 października 1954. W skład jednostki weszły obszary dotychczasowych gromad Wola Wereszczyńska, Zawadówka, Załucze Nowe, Załucze Stare, Babsk, Jamniki i Łomnica, ponadto miejscowości Zienki wieś i Zienki kol. z dotychczasowej gromady Komarówka oraz miejscowość Dyszczytno z dotychczasowej gromady Jagodno – ze zniesionej gminy Wola Wereszczyńska w tymże powiecie. Dla gromady ustalono 12 członków gromadzkiej rady narodowej.
31 grudnia 1961 z gromady Wola Wereszczyńska wyłączono wieś i PGR Zienki, włączając je do gromady Sosnowica w powiecie parczewskim w tymże województwie. 1 stycznia 1962 gromadę zniesiono, włączając jej pozostały obszar (wsie Babsk i Jamniki, kolonię Załucze Stare, wieś i kolonię Wola Wereszczyńska, wieś Załucze Nowe, wieś i kolonię Zawadówka oraz kolonie Dębiny-Łukie, Dyszczytno, Olszowo, Wujek i Zarudka) do gromady Urszulin w tymże powiecie.